# Aion
Aion. Contribuciones al simbolismo del sí-mismo (en alemán Aion. Beiträge zur Symbolik des Selbst) es una obra de Carl Gustav Jung publicada originalmente en alemán en 1951. Se corresponde al segundo tomo del noveno volumen de su Obra completa, siendo a su vez uno de sus principales trabajos dedicados al estudio de la alquimia. El resto del tratamiento y aproximación a la misma se incluirá en las siguientes obras: Psicología y alquimia (OC 12), Estudios sobre representaciones alquímicas (OC 13), Mysterium coniunctionis (OC 14) y La psicología de la transferencia (incluida en OC 16).

## Contenido
Esta amplia monografía explora el arquetipo del sí-mismo a partir del estudio de la idea del eón cristiano. La tradición cristiana no solo está imbuida desde su comienzo por la idea, inicialmente perso-judía, del final de los tiempos, sino que está asimismo llena del presentimiento de la inversión expresada en el dilema Cristo-Anticristo. La mayor parte de las especulaciones históricas en torno a los períodos temporales han estado probablemente influidas, como ya muestra el Apocalipsis, por ideas astrológicas. Por tanto, la investigación se centra principalmente en el símbolo del pez, puesto que el eón de Piscis ha constituido el fenómeno concomitante sincronístico de los dos mil años de evolución espiritual cristiana.
El tema central de este volumen es la representación simbólica de la totalidad psíquica mediante el concepto del sí-mismo, cuyo equivalente histórico y tradicional es la figura de Cristo. Jung demuestra su tesis investigando las Allegoriae Christi, especialmente el simbolismo del pez y los símbolos gnósticos y alquímicos, que considera fenómenos de asimilación cultural. Se examinan cuidadosamente el aspecto astrológico del símbolo del pez y, en particular, los presagios del Anticristo. Los capítulos sobre el yo, la sombra y el ánimus y el ánima constituyen una valiosa integración de los conceptos claves del sistema junguiano.

## Índice
- Prólogo
- I. El yo
- II. La sombra
- III. La sicigia: ánima y ánimus
- IV. El sí-mismo
- V. Cristo, un símbolo del sí-mismo
- VI. El signo de Piscis
- VII. Las profecías de Nostradamus
- VIII. Sobre el significado histórico del pez
- IX. La ambivalencia del símbolo del pez
- X. El pez en la alquimia
  - 1. La medusa
  - 2. El pez
  - 3. El símbolo del pez de los cátaros
- XI. La interpretación alquimista del pez
- XII. Generalidades en torno a la psicología del simbolismo cristiano-alquimista
- XIII. Símbolos gnósticos del sí-mismo
- XIV. Estructura y dinámica del sí-mismo
- XV. Epílogo

## Edición en castellano
- Jung, Carl Gustav (2011). Obra completa de Carl Gustav Jung. Volumen 9/2: Aion. Contribuciones al simbolismo del sí-mismo. Traduccion Carlos Martín Ramírez. Madrid: Editorial Trotta. ISBN 978-84-9879-219-5/ ISBN 978-84-9879-220-1.
- – (2011). Aion: contribución a los simbolismos del sí-mismo. Barcelona: Paidós. ISBN 978-84-493-2504-5.